# Sebastian Langeveld
Sebastian Langeveld (Lisse, 17 gennaio 1985) è un ex ciclista su strada ed ex ciclocrossista olandese, professionista dal 2006 al 2022, è stato uno specialista delle classiche.

## Carriera

### Gli esordi e il debutto da professionista
Incominciò la carriera di ciclista all'età di 16 anni, cimentandosi nel ciclocross: ottenne buoni piazzamenti nella categoria juniores sia ai campionati olandesi che ai campionati del mondo di specialità. Solo in seguito decise di dedicarsi al ciclismo su strada. Nel 2004 e nel 2005 gareggiò tra i dilettanti con la squadra Van Vliet-EBH Advocaten, facendo sua, nel 2005, la prova in linea Under-23 dei campionati nazionali olandesi. Nello stesso anno dimostrò di essere un corridore adatto alle classiche, arrivando rispettivamente secondo e settimo nelle edizioni riservate agli Under-23 del Giro delle Fiandre e della Parigi-Roubaix.
Passò professionista nel 2006 con la Skil-Shimano. In stagione si aggiudicò subito la sua prima vittoria da pro, il Grand Prix Pino Cerami, oltre a chiudere secondo nella corsa in linea Elite dei campionati olandesi, battuto dall'esperto Michael Boogerd.

### 2007-2011: gli anni alla Rabobank
Nell'annata 2007 Langeveld si trasferì alla più importante formazione olandese, la Rabobank. Vinse la breve corsa a tappe Ster Elektrotoer e ripeté il piazzamento ai campionati olandesi, questa volta superato da Koos Moerenhout. Esordì peraltro in un grande giro, la Vuelta a España, classificandosi centododicesimo. Nella stagione 2008, sempre in maglia Rabobank, offrì buone prestazioni nelle varie prove del Challenge de Mallorca e si piazzò secondo nella semiclassica Kuurne-Bruxelles-Kuurne. Fece poi il suo esordio nelle classiche vere e proprie, terminando diciottesimo al Giro delle Fiandre e ritirandosi alla Parigi-Roubaix.
Nel 2009 vinse due tappe al Sachsen-Tour International, gara che chiuse al secondo posto finale, e il Grote Prijs Jef Scherens, oltre a classificarsi terzo all'Eneco Tour. Nel 2010 non ottenne vittorie, a causa anche di un infortunio rimediato ad inizio stagione, centrando solo un secondo posto al Tour du Limousin; nel 2011 si aggiudicò invece l'Omloop Het Nieuwsblad – nell'occasione batté Juan Antonio Flecha in una volata a due – e si piazzò quinto al Giro delle Fiandre.

### Dal 2012: le ultime stagioni
Nel 2012 Langeveld lasciò la Rabobank e si trasferisce alla neonata formazione World Tour australiana GreenEDGE. Con la nuova maglia partecipò al Tour de France 2012 e si classificò quinto all'E3 Harelbeke 2013 e settimo alla Parigi-Roubaix dello stesso anno; nel 2012, come componente del sestetto Orica-GreenEDGE, ottenne anche la medaglia di bronzo nella cronometro a squadre ai campionati del mondo di Valkenburg.
Nel 2014 Langeveld passò quindi tra le file del team statunitense Garmin-Sharp. In primavera si piazzò dodicesimo all'Omloop Het Nieuwsblad, decimo al Giro delle Fiandre e ottavo alla Parigi-Roubaix, mentre in giugno ottenne il primo successo con la nuova squadra laureandosi campione nazionale in linea (oltre che secondo a cronometro). In agosto concluse quindi al nono posto l'Eneco Tour. Dal 2015 gareggia per il Team Cannondale-Garmin, già Garmin-Sharp.
Giunge sul podio della Parigi-Roubaix 2017. Rimane con i migliori cinque che disputano la volata nel velodromo, piazzandosi terzo alle spalle del vincitore Greg Van Avermaet e di Zdeněk Štybar.

## Palmarès

### Strada
- 2003 (Juniores)

4ª tappa Euregio Autolease Heuvelland Tour (Klimmen > Klimmen)
1ª tappa Oberösterreich Juniorenrundfahrt (Asten > Haid)
- 2004 (Van Vliet-EBH Advocaten, una vittoria)

2ª tappa Flèche du Sud (Kayl > Rumelange)
- 2005 (Van Vliet-EBH Advocaten, due vittorie)

Campionati olandesi, Prova in linea Under-23
7ª tappa Olympia's Tour (Geleen > Buchten)
- 2006 (Skil-Shimano, una vittoria)

Grand Prix Pino Cerami
- 2007 (Rabobank, una vittoria)

Classifica generale Ster Elektrotoer
- 2009 (Rabobank, tre vittorie)

2ª tappa Sachsen-Tour International (Lipsia > Eibenstock)
4ª tappa Sachsen-Tour International (Chemnitz > Sebnitz)
Grote Prijs Jef Scherens
- 2011 (Rabobank, una vittoria)

Omloop Het Nieuwsblad
- 2014 (Garmin-Sharp, una vittoria)

Campionati olandesi, Prova in linea

#### Altri successi
- 2004 (Van Vliet-EBH Advocaten)

Van Keulen Omloop
- 2011 (Rabobank)

1ª tappa Tirreno-Adriatico (Marina di Carrara, cronosquadre)
Ronde van Made
- 2012 (Orica-GreenEDGE)

1ª tappa Tirreno-Adriatico (San Vincenzo > Donoratico, cronosquadre)
2ª tappa Eneco Tour (Sittard, cronosquadre)
- 2014 (Garmin-Sharp)

Profronde van Wateringen
- 2016 (Cannondale-Drapac)

1ª tappa Czech Cycling Tour (Frýdek-Místek, cronosquadre)
- 2017 (Cannondale - Drapac Pro Cycling Team)

Ronde van Made

### Ciclocross
- 2001-2002

Grote Prijs Adrie van der Poel, Juniores
- 2002-2003

Heusden-Zolder, Juniores
Janet Memorial (Hilversum), Juniores
Moergestel
Centrumcross Surhuisterveen, Juniores
Kasteelcross (Vorden), Juniores
Grote Prijs Adrie van der Poel, Juniores
- 2004-2005

Wagenaars Veldrit Boxtel (Boxtel)
- 2005-2006

Bavaria-Veldrit van Lieshout (Lieshout)
Janet Memorial (Hilversum)
Wagenaars Veldrit Boxtel (Boxtel)

### Mountain bike
- 2009

Egmond-Pier-Egmond (Beachrace)
- 2014

Egmond-Pier-Egmond (Beachrace)
- 2020

Egmond-Pier-Egmond (Beachrace)

## Piazzamenti

### Grandi Giri
- Tour de France

2008: 128º
2012: 150º
2014: 140º
2015: ritirato (15ª tappa)
2016: ritirato (10ª tappa)
2019: 155º
- Vuelta a España

2007: 112º
2010: 116º
2018: 128º

### Classiche monumento
- Milano-Sanremo

2008: 44º
2009: 21º
2010: 62º
2011: 100º
2012: 40º
2013: 23º
2014: 14º
2015: 14º
2016: 172º
2018: 78º
2019: 105º
2021: 130º
- Giro delle Fiandre

2008: 18º
2009: 33º
2010: 22º
2011: 5º
2012: ritirato
2013: 10º
2014: 10º
2015: 54º
2016: 114º
2017: 72º
2018: 22º
2019: 15º
2020: 60º
2021: 108º
2022: 63º
- Parigi-Roubaix

2006: 65º
2008: ritirato
2009: 94º
2010: 36º
2011: 26º
2013: 7º
2014: 8º
2015: 126º
2016: 84º
2017: 3º
2018: ritirato
2019: 10º
2021: 16º
2022: 49º
- Liegi-Bastogne-Liegi

2015: ritirato
- Giro di Lombardia

2009: ritirato
2010: ritirato
2012: ritirato

### Competizioni mondiali
- Campionati del mondo su strada

Hamilton 2003 - In linea Juniores: 10º
Madrid 2005 - In linea Under-23: 44º
Salisburgo 2006 - In linea Under-23: 34º
Stoccarda 2007 - In linea Elite: 35º
Varese 2008 - In linea Elite: ritirato
Mendrisio 2009 - In linea Elite: ritirato
Melbourne 2010 - In linea Elite: 92º
Limburgo 2012 - Cronosquadre: 3º
Toscana 2013 - In linea Elite: ritirato
Ponferrada 2014 - Cronosquadre: 10º
Richmond 2015 - Cronosquadre: 12º
Richmond 2015 - In linea Elite: 87º
Doha 2016 - In linea Elite: ritirato
Bergen 2017 - In linea Elite: 74º
Yorkshire 2019 - In linea Elite: ritirato
Fiandre 2021 - In linea Elite: ritirato
- Campionati del mondo di ciclocross

Zolder 2002 - Juniores: 18º
Monopoli 2003 - Juniores: 4º
Pontchâteau 2004 - Under-23: 25º
Sankt-Wendel 2005 - Under-23: ritirato
Zeddam 2006 - Under-23: 6º
- Giochi olimpici

Londra 2012 - In linea: 74º

### Competizioni europee
- Campionati europei su strada

Valkenburg 2006 - In linea Under-23: 55º
Alkmaar 2019 - Cronometro Elite: 10º
Alkmaar 2019 - In linea Elite: 34º
Plouay 2020 - In linea Elite: 51º
Trento 2021 - In linea Elite: ritirato
- Campionati europei di ciclocross

Vossem 2004 - Under-23: 32º